# Amphicoelias altus
Amphicoelias altus (del gr. "carácter hueco en ambos lados alto") es la única especie conocida del género extinto Amphicoelias de dinosaurio saurópodo diplodócido, que vivió a finales del Jurásico, hace aproximadamente 150 y 145 millones de años, en el Kimmeridgiense y el Titoniense, en lo que hoy es Norteamérica. Amphicoelias está presente en la zona estratigráfica 6 de la Formación Morrison.

## Descripción

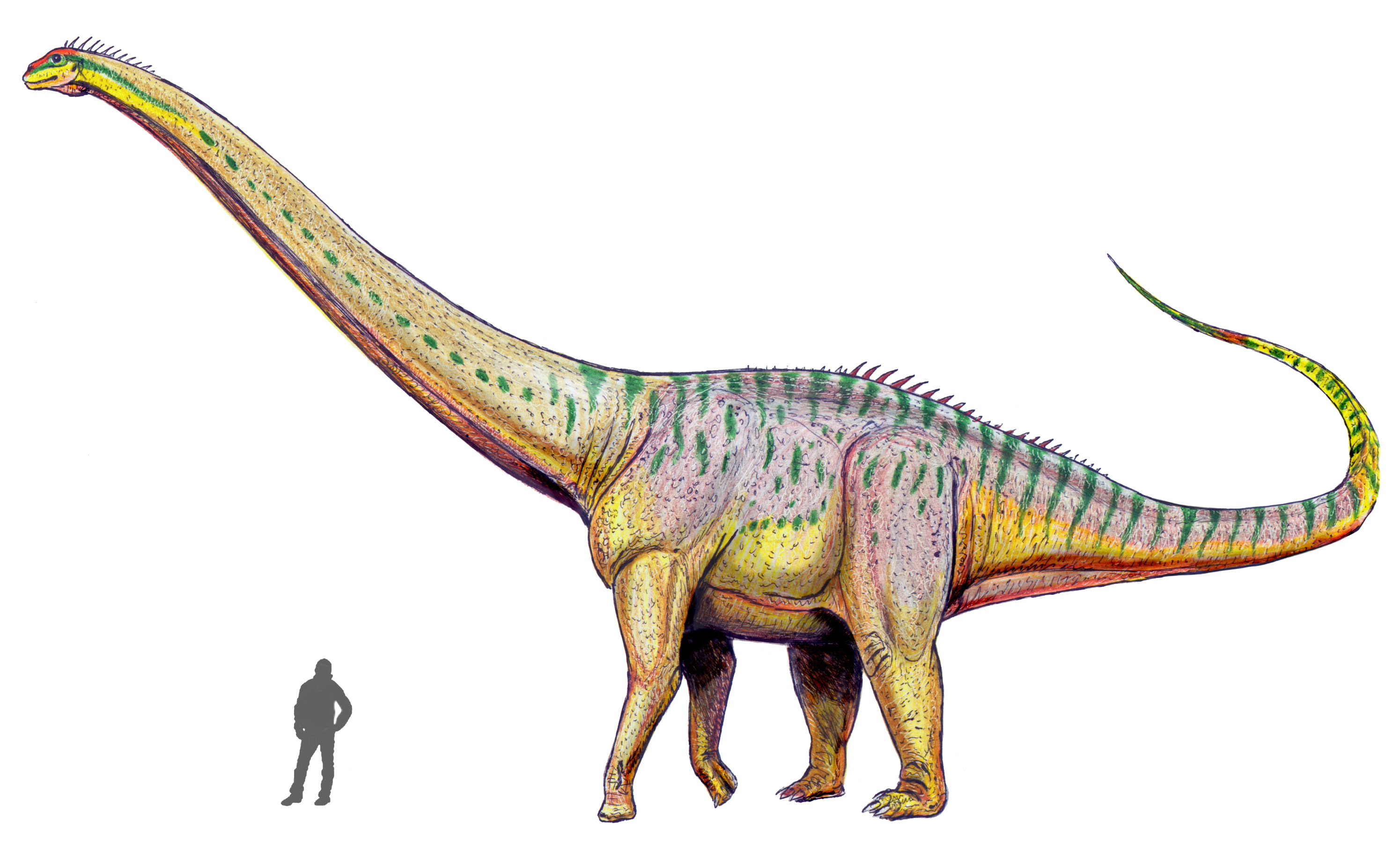
Recreación de Amphicoelias altus comparado con un humano.

A. altus era también similar en tamaño al Diplodocus, de alrededor de 25 metros de largo. Aunque la mayoría de los científicos han utilizado estos datos para distinguir Amphicoelias y Diplodocus como géneros separados, por lo menos uno ha sugerido que Amphicoelias es probablemente el sinónimo más antiguo de Diplodocus. Amphicoelias altus, fue nombrada por el paleontólogo Edward Drinker Cope en diciembre de 1877, aunque no se publicó hasta 1878, por un esqueleto incompleto que consta de dos vértebras, un pubis, la cadera, y un fémur, hueso de la parte superior de la pierna. Cope también nombró una segunda especie, A. fragillimus , en el mismo artículo. Sin embargo, todos los investigadores posteriores han considerado que A. fragillimus es un sinónimo de A. altus. Sin embargo, incluso en 1881, se reconoció que A. altus no se pudo distinguir de otros géneros, ya que las características descritas por Cope fueron mal interpretadas y están muy extendidas. En 1921, Osborn y Mook asignaron huesos adicionales a A. altus, una escápula, hueso de la espalda, un coracoides, hueso del hombro, un cúbito, hueso de la parte inferior miembro anterior y un diente. Henry Fairfield Osborn y Charles Craig Mook notaron la estrecha similitud general entre Amphicoelias y Diplodocus , así como algunas diferencias clave, como las extremidades anteriores proporcionalmente más largas en Amphicoelias que en Diplodocus. La dentición de Amphicoelias es homodonta. Sus dientes tienen forma de varillas cilíndricas largas y delgadas, están espaciados y se proyectan hacia el frente de la boca. El fémur de Amphicoelias es inusualmente largo, delgado y redondo en sección transversal. Si bien alguna vez se pensó que esta redondez era otra característica distintiva de Amphicoelias, desde entonces también se ha encontrado en algunos ejemplares de Diplodocus.

## Descubrimiento e investigación

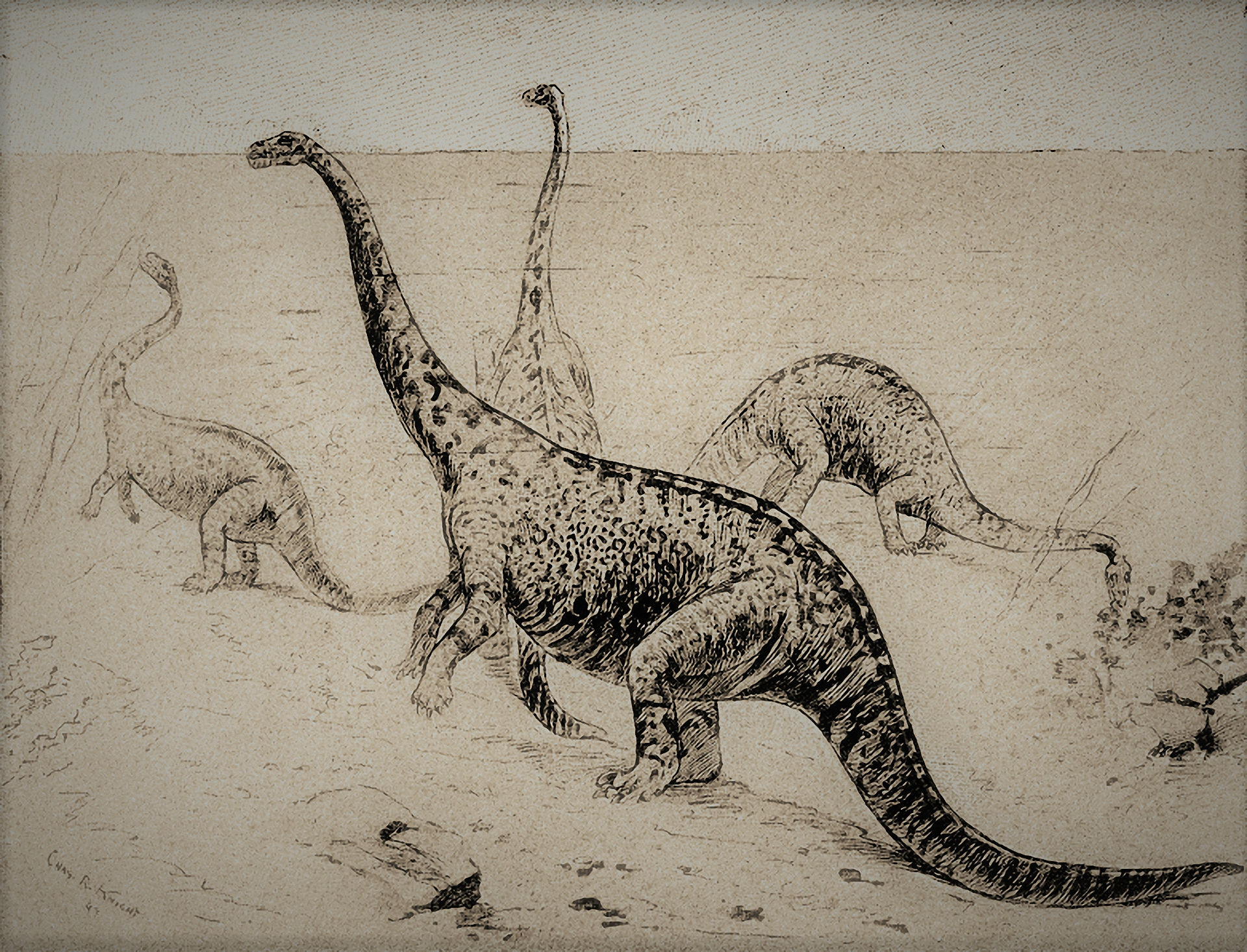
Recreación de un grupo de Amphicoelias con la antigua idea de que los saurópodos vivían únicamente en el agua.

Edward Drinker Cope describió sus hallazgos en dos números de 1878 del American Naturalist y los asignó al nuevo género Amphicoelias. Lo colocó en una familia única, Amphicoeliidae , aunque ahora se considera un nomen oblitum, nombre olvidado. Las primeras especies nombradas en el género, Amphicoelias altus, holotipo AMHD 5764, fue descubierto por Cope en 1877. Pero aunque solo está representado por un esqueleto parcial, hay suficientes características de diagnóstico para definir provisionalmente el género. A. altus se conoce de mejores restos. Cope también nombró una segunda especie en 1878, Amphicoelias latus.
La tercera especie llamada Amphicoelias, A. fragillimus, fue conocido solo por un arco neural de 1,5 metros de altura,la parte de una vértebra con espinas y procesos, incompleta, pudiendo ser la última o anteúltima en la serie de vértebras dorsales, D10 o D9. Basada únicamente en una ilustración publicada en 1878, esta vértebra habría medido 2,7 metros de altura en vida. Sin embargo, se ha argumentado que la barra de escala en la descripción publicada contenía un error tipográfico, y la vértebra fósil en realidad tenía solo 1,38 metros de altura. Además de esta vértebra, las notas de campo de Cope contienen una entrada para un "inmenso extremo distal del fémur", ubicado a solo unas pocas decenas de metros de distancia de la vértebra gigante. Es probable que este hueso de la pierna no descrito pertenezca al mismo individuo de la espina neural. En 2018, "A." fragillimus recibió su propio género, Maraapunisaurus. Amphicoelias fragillimus fue recogido por Oramel Lucas, el recolector de fósiles empleado por el paleontólogo Edward Drinker Cope, poco después de haber sido contratado, en 1877. Lucas descubrió una vértebra parcial (el arco neural y la espina dorsal) de la nueva especie en Colorado, cerca de la mina en que se descubrió Camarasaurus. La vértebra estaba en condiciones pobres, pero era asombrosamente grande, con unas medidas de 1,5 metros en la altura, Cope lo estimó en hasta 2,4 metros de alto en su forma completa, mientras que Ken Carpenter en 2,7 metros.
Mientras que Cope originalmente escribió que el sitio perteneció a la formación de Dakota (Cretácico medio), la presencia de dinosaurios tales como Camarasaurus en las mismas rocas indica que pertenecen probablemente a la formación de Morrison, lo que pone la edad del sitio en 150 millones de años, en lo último del período Jurásico, específicamente en el Titoniense.
En 2010, Henry Galiano y Raimund Albersdorfer pusieron a disposición un artículo, pero no se publicó formalmente, en el que se refirieron a la nueva especie "A. brontodiplodocus" a Amphicoelias, basada en varios especímenes completos encontrados en la cantera Dana de Big Horn Basin, Wyoming y que se encuentran en una colección privada. El nombre específico se refiere a su hipótesis basada en estos especímenes de que casi todas las especies de diplodócidos de Morrison o son estados de crecimiento o representan dimorfismo sexual entre los miembros del género Amphicoelias, pero este análisis se ha encontrado con escepticismo y la propia publicación ha sido rechazada por su autor principal, explicando que es "obviamente un manuscrito redactado con errores tipográficos, etc., y no un documento final. De hecho, no se ha intentado imprimir ni distribuir".
Osborn y Mook, en 1921, sinónimiso provisionalmente de las tres especies, hundiendo A. latus en Camarasaurus supremus y sugiriendo también que A. fragillimus era solo un individuo muy grande de A. altus, una posición que la mayoría de los estudios posteriores, incluido McIntosh en 1998, Foster en 2007, y Woodruff y Foster en 2015 han acordado. Carpenter en 2006 no estuvo de acuerdo con la sinonimia de A. altus y A. fragillimus, sin embargo, citó numerosas diferencias en la construcción de la vértebra también observada por Cope, y sugirió que estas diferencias son suficientes para justificar una especie separada o incluso un género separado para A. fragillimus. Sin embargo, continuó advirtiendo que la validez de A. fragillimus como una especie separada es casi imposible de determinar sin el espécimen original para estudiar. Aunque Amphicoelias latus claramente no es Amphicoelias , probablemente sea sinónimo de Camarasaurus grandis en lugar de C. supremus porque se encontró más abajo en la Formación Morrison y las caras articulares profundamente cóncavas en las vértebras caudales son más consistentes con C. grandis.

### La guerra de los huesos
La validez de este hallazgo es complicada por su descubrimiento en el medio de la llamada Guerra de los Huesos. Fue un período famoso en la historia de la paleontología, cuando se enfrentaron dos paleontólogos preeminentes, Othniel Charles Marsh y Edward Drinker Cope, quienes competían por quién podría encontrar la mayor cantidad de fósiles y especies nuevas. Esta competición fue enturbiada por el soborno, acusaciones de hurto, espionaje, política y ataques personales virulentos.
Marsh ganó la Guerra de los Huesos, ya que descubrió un total de 86 nuevas especies, debido en parte a su descubrimiento del sitio de Como Bluff, cerca de Medicine Bow Wyoming, una de las fuentes más ricas de fósiles encontradas hasta hoy. Cope descubrió "solamente" 56. Además, muchos de los fósiles que él descubrió ya habían sido nombrados, o eran de origen incierto, por lo que no obtuvo crédito por esos hallazgos.
Sin embargo, Cope encontró varios de los dinosaurios más famosos, tales como Triceratops, Allosaurus, Diplodocus y Stegosaurus, y estuvo al frente de la mayoría de los descubrimientos célebres, tales como los de Dimetrodon, que no es dinosaurio, el Camarasaurus, el Coelophysis y el más oscuro Monoclonius. Mientras existieron rumores de un fraude o exageración, las circunstancias que rodearon a Maraapunisaurus fragillimus  levantaron dudas sobre la autenticidad del hallazgo.

## Clasificación

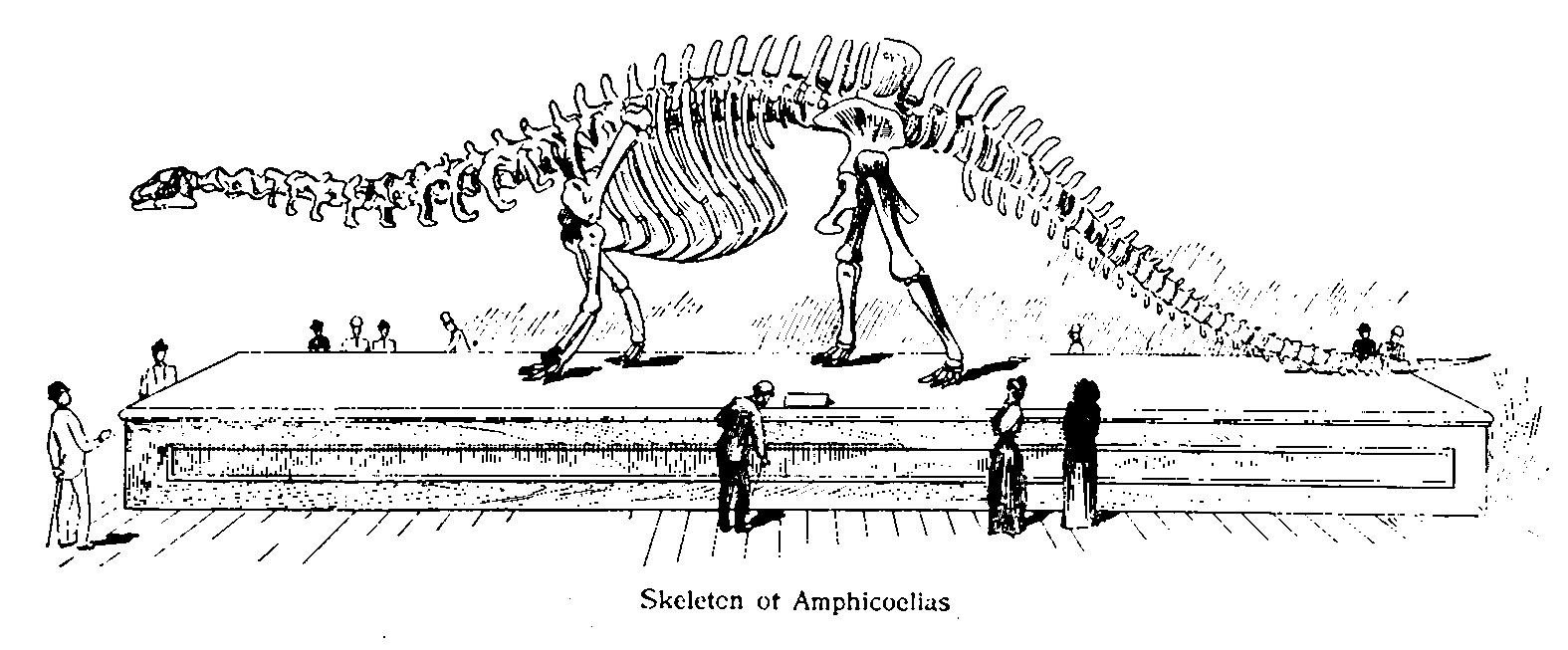
Esqueleto en exhibición de un Amphicoelias altus.

Edward Drinker Cope describió sus hallazgos en dos títulos en la revista "American Naturalist" en 1878, y les asignó un nuevo género, Amphicoelias. Lo colocó en una familia única, Amphicoeliidae, aunque esto ahora se considera un nomen oblitum (nombre olvidado). Actualmente se suele asigna al género a la familia Diplodocidae, aunque, debido a la naturaleza fragmentaria de los restos, algunos exámenes modernos lo han puesto en el grupo más grande Diplodocoidea o como un diplodócido incertae sedis (de colocación incierta). La primera especie nombrada en el género, Amphicoelias altus (espécimen AMHD 5764 del holotipo), fue descubierta por Cope en 1877. Pero mientras que es representada solamente por un esqueleto parcial, hay bastantes características de diagnóstico para definir provisionalmente el género. A. altus se conoce por unos restos mejores, pero es más pequeño que A. fragillimus . Osborn y Mook, en 1921, pusieron como sinonimia las dos especies, sugiriendo que "A. fragillimus" es sólo un ejemplar exagerado de tamaño de A. altus, el cual únicamente mediría 20 metros, una posición convenida con McIntosh en 1998. Carpenter (2006 discrepó, citando diferencias numerosas en la constitución de la vértebra descrita por Cope, y sugirió que estas diferencias son bastantes para catalogar una especie separada o aun un género separado para A. fragillimus. Sin embargo, Carpenter empezó por advertir que la validez de A. fragillimus como especie separada es casi imposible de determinar sin el espécimen original para poder estudiarlo. En conclusión, la existencia de esta criatura fue cuestionada por la falta de la evidencia.
En 2010, se puso a disposición una monografía, no publicada formalmente, supuestamente escrita por Henry Galiano y Raimund Albersdorfer en las que se hace referencia a una cuarta especie Amphicoelias, como "A. brontodiplodocus" sobre la base de varios especímenes completos se encuentran en la Cantera Dana de la Cuenca Big Horn, Wyoming que se mantienen en una colección privada. El nombre específico refiere a su hipótesis sobre la base de estos especímenes que casi todas las especies diplodócido de Morrison son o etapas de crecimiento o representan el dimorfismo sexual entre los miembros del género Amphicoelias, pero este análisis ha sido recibido con escepticismo y la propia publicación ha sido negado por su autor principal, explicando que es "obviamente un manuscrito redactado con errores ortográficos, etc., y no un trabajo final". De hecho, no se ha intentado su publicación y distribución.
Osborn y Mook, en 1921, sinonimizó provisionalmente las tres especies, inclusive "A. latus" en Camarasaurus supremus y sugiriendo también que A. fragillimus es sólo una muy grande individuo de A. altus, una posición que la mayoría de los estudios posteriores, incluyendo McIntosh 1998, Foster (2007), y Woodruff y Foster (2015) han acordado. Carpenter (2006) no estuvo de acuerdo acerca de la sinonimia de A. altus y A. fragillimus , sin embargo, citando numerosas diferencias en la construcción de la vértebra también observadas por Cope, y sugirió que estas diferencias son suficientes para justificar una especie separada o incluso un género separado para A. fragillimus. Sin embargo, pasó a advertir que la validez de A. fragillimus como una especie separada es casi imposible de determinar sin la muestra original a estudio. A pesar de "Amphicoelias latus" claramente no es Amphicoelias, es probable que sea sinónimo de Camarasaurus grandis en lugar de C. supremus , ya que resultó ser más bajo en la Formación Morrison y con una articulacíon cóncava profunda en las vértebras caudales son más consistentes con C. grandis.
En 2007, John Foster sugirió que las diferencias suelen citarse para diferenciar Amphicoelias altus del más conocido Diplodocus no son significativas y pueden deberse a variaciones individuales. Foster argumentó que Amphicoelias es probablemente el sinónimo más antiguo de Diplodocus , y que si la investigación adicional confirma esto, el nombre familiar Diplodocus tendría que ser abandonada en favor de Amphicoelias , como fue el caso con el Brontosaurus frente a Apatosaurio. En 2015, Woodruff y Foster reiteraron esta conclusión, afirmando que no es sólo hay una especie de Amphicoelias y que podría ser denominada Diplodocus como Diplodocus altus. Consideraron que el nombre Amphicoelias puede ser un nomen oblitum. Tschopp, Mateus y Benson en 2015 colocaron a A. altus fuera de Diplodocinae y Apatosaurinae pero dentro de Diplodocidae. En 2017 Tschopp y Mateus en la descripción de Galeamopus pabsti colocaron a A. altus en Apatosaurinae.

### Filogenia
El cladograma a continuación muestra las relaciones de A. altus con otros diplodócidos, según lo encontrado por el análisis de Tschopp y Mateus de 2017.

|  | Apatosaurus ajax    |
|  |                     |
|  | Apatosaurus louisae |
|  |                     |

|  | Amphicoelias altus                                                             |
|  |                                                                                |
|  | \| \| Brontosaurus yahnahpin \| \| \| \| \| \| Brontosaurus parvus \| \| \| \| |
|  |                                                                                |
|  | Brontosaurus yahnahpin                                                         |
|  |                                                                                |
|  | Brontosaurus parvus                                                            |
|  |                                                                                |

|  | Brontosaurus yahnahpin |
|  |                        |
|  | Brontosaurus parvus    |
|  |                        |

|  | Amphicoelias altus                                                             |
|  |                                                                                |
|  | \| \| Brontosaurus yahnahpin \| \| \| \| \| \| Brontosaurus parvus \| \| \| \| |
|  |                                                                                |
|  | Brontosaurus yahnahpin                                                         |
|  |                                                                                |
|  | Brontosaurus parvus                                                            |
|  |                                                                                |

|  | Brontosaurus yahnahpin |
|  |                        |
|  | Brontosaurus parvus    |
|  |                        |

|  | Apatosaurus ajax    |
|  |                     |
|  | Apatosaurus louisae |
|  |                     |

|  | Amphicoelias altus                                                             |
|  |                                                                                |
|  | \| \| Brontosaurus yahnahpin \| \| \| \| \| \| Brontosaurus parvus \| \| \| \| |
|  |                                                                                |
|  | Brontosaurus yahnahpin                                                         |
|  |                                                                                |
|  | Brontosaurus parvus                                                            |
|  |                                                                                |

|  | Brontosaurus yahnahpin |
|  |                        |
|  | Brontosaurus parvus    |
|  |                        |

|  | Amphicoelias altus                                                             |
|  |                                                                                |
|  | \| \| Brontosaurus yahnahpin \| \| \| \| \| \| Brontosaurus parvus \| \| \| \| |
|  |                                                                                |
|  | Brontosaurus yahnahpin                                                         |
|  |                                                                                |
|  | Brontosaurus parvus                                                            |
|  |                                                                                |

|  | Brontosaurus yahnahpin |
|  |                        |
|  | Brontosaurus parvus    |
|  |                        |

|  | Supersaurus lourinhanensis |
|  |                            |
|  | Supersaurus vivianae       |
|  |                            |

|  | Galeamopus hayi   |
|  |                   |
|  | Galeamopus pabsti |
|  |                   |

|  | Barosaurus lentus                                                           |
|  |                                                                             |
|  | \| \| Diplodocus carnegii \| \| \| \| \| \| Diplodocus hallorum \| \| \| \| |
|  |                                                                             |
|  | Diplodocus carnegii                                                         |
|  |                                                                             |
|  | Diplodocus hallorum                                                         |
|  |                                                                             |

|  | Diplodocus carnegii |
|  |                     |
|  | Diplodocus hallorum |
|  |                     |

|  | Galeamopus hayi   |
|  |                   |
|  | Galeamopus pabsti |
|  |                   |

|  | Barosaurus lentus                                                           |
|  |                                                                             |
|  | \| \| Diplodocus carnegii \| \| \| \| \| \| Diplodocus hallorum \| \| \| \| |
|  |                                                                             |
|  | Diplodocus carnegii                                                         |
|  |                                                                             |
|  | Diplodocus hallorum                                                         |
|  |                                                                             |

|  | Diplodocus carnegii |
|  |                     |
|  | Diplodocus hallorum |
|  |                     |

|  | Galeamopus hayi   |
|  |                   |
|  | Galeamopus pabsti |
|  |                   |

|  | Barosaurus lentus                                                           |
|  |                                                                             |
|  | \| \| Diplodocus carnegii \| \| \| \| \| \| Diplodocus hallorum \| \| \| \| |
|  |                                                                             |
|  | Diplodocus carnegii                                                         |
|  |                                                                             |
|  | Diplodocus hallorum                                                         |
|  |                                                                             |

|  | Diplodocus carnegii |
|  |                     |
|  | Diplodocus hallorum |
|  |                     |

|  | Galeamopus hayi   |
|  |                   |
|  | Galeamopus pabsti |
|  |                   |

|  | Barosaurus lentus                                                           |
|  |                                                                             |
|  | \| \| Diplodocus carnegii \| \| \| \| \| \| Diplodocus hallorum \| \| \| \| |
|  |                                                                             |
|  | Diplodocus carnegii                                                         |
|  |                                                                             |
|  | Diplodocus hallorum                                                         |
|  |                                                                             |

|  | Diplodocus carnegii |
|  |                     |
|  | Diplodocus hallorum |
|  |                     |

|  | Supersaurus lourinhanensis |
|  |                            |
|  | Supersaurus vivianae       |
|  |                            |

|  | Galeamopus hayi   |
|  |                   |
|  | Galeamopus pabsti |
|  |                   |

|  | Barosaurus lentus                                                           |
|  |                                                                             |
|  | \| \| Diplodocus carnegii \| \| \| \| \| \| Diplodocus hallorum \| \| \| \| |
|  |                                                                             |
|  | Diplodocus carnegii                                                         |
|  |                                                                             |
|  | Diplodocus hallorum                                                         |
|  |                                                                             |

|  | Diplodocus carnegii |
|  |                     |
|  | Diplodocus hallorum |
|  |                     |

|  | Galeamopus hayi   |
|  |                   |
|  | Galeamopus pabsti |
|  |                   |

|  | Barosaurus lentus                                                           |
|  |                                                                             |
|  | \| \| Diplodocus carnegii \| \| \| \| \| \| Diplodocus hallorum \| \| \| \| |
|  |                                                                             |
|  | Diplodocus carnegii                                                         |
|  |                                                                             |
|  | Diplodocus hallorum                                                         |
|  |                                                                             |

|  | Diplodocus carnegii |
|  |                     |
|  | Diplodocus hallorum |
|  |                     |

|  | Galeamopus hayi   |
|  |                   |
|  | Galeamopus pabsti |
|  |                   |

|  | Barosaurus lentus                                                           |
|  |                                                                             |
|  | \| \| Diplodocus carnegii \| \| \| \| \| \| Diplodocus hallorum \| \| \| \| |
|  |                                                                             |
|  | Diplodocus carnegii                                                         |
|  |                                                                             |
|  | Diplodocus hallorum                                                         |
|  |                                                                             |

|  | Diplodocus carnegii |
|  |                     |
|  | Diplodocus hallorum |
|  |                     |

|  | Galeamopus hayi   |
|  |                   |
|  | Galeamopus pabsti |
|  |                   |

|  | Barosaurus lentus                                                           |
|  |                                                                             |
|  | \| \| Diplodocus carnegii \| \| \| \| \| \| Diplodocus hallorum \| \| \| \| |
|  |                                                                             |
|  | Diplodocus carnegii                                                         |
|  |                                                                             |
|  | Diplodocus hallorum                                                         |
|  |                                                                             |

|  | Diplodocus carnegii |
|  |                     |
|  | Diplodocus hallorum |
|  |                     |

|  | Supersaurus lourinhanensis |
|  |                            |
|  | Supersaurus vivianae       |
|  |                            |

|  | Galeamopus hayi   |
|  |                   |
|  | Galeamopus pabsti |
|  |                   |

|  | Barosaurus lentus                                                           |
|  |                                                                             |
|  | \| \| Diplodocus carnegii \| \| \| \| \| \| Diplodocus hallorum \| \| \| \| |
|  |                                                                             |
|  | Diplodocus carnegii                                                         |
|  |                                                                             |
|  | Diplodocus hallorum                                                         |
|  |                                                                             |

|  | Diplodocus carnegii |
|  |                     |
|  | Diplodocus hallorum |
|  |                     |

|  | Galeamopus hayi   |
|  |                   |
|  | Galeamopus pabsti |
|  |                   |

|  | Barosaurus lentus                                                           |
|  |                                                                             |
|  | \| \| Diplodocus carnegii \| \| \| \| \| \| Diplodocus hallorum \| \| \| \| |
|  |                                                                             |
|  | Diplodocus carnegii                                                         |
|  |                                                                             |
|  | Diplodocus hallorum                                                         |
|  |                                                                             |

|  | Diplodocus carnegii |
|  |                     |
|  | Diplodocus hallorum |
|  |                     |

|  | Galeamopus hayi   |
|  |                   |
|  | Galeamopus pabsti |
|  |                   |

|  | Barosaurus lentus                                                           |
|  |                                                                             |
|  | \| \| Diplodocus carnegii \| \| \| \| \| \| Diplodocus hallorum \| \| \| \| |
|  |                                                                             |
|  | Diplodocus carnegii                                                         |
|  |                                                                             |
|  | Diplodocus hallorum                                                         |
|  |                                                                             |

|  | Diplodocus carnegii |
|  |                     |
|  | Diplodocus hallorum |
|  |                     |

|  | Galeamopus hayi   |
|  |                   |
|  | Galeamopus pabsti |
|  |                   |

|  | Barosaurus lentus                                                           |
|  |                                                                             |
|  | \| \| Diplodocus carnegii \| \| \| \| \| \| Diplodocus hallorum \| \| \| \| |
|  |                                                                             |
|  | Diplodocus carnegii                                                         |
|  |                                                                             |
|  | Diplodocus hallorum                                                         |
|  |                                                                             |

|  | Diplodocus carnegii |
|  |                     |
|  | Diplodocus hallorum |
|  |                     |

|  | Supersaurus lourinhanensis |
|  |                            |
|  | Supersaurus vivianae       |
|  |                            |

|  | Galeamopus hayi   |
|  |                   |
|  | Galeamopus pabsti |
|  |                   |

|  | Barosaurus lentus                                                           |
|  |                                                                             |
|  | \| \| Diplodocus carnegii \| \| \| \| \| \| Diplodocus hallorum \| \| \| \| |
|  |                                                                             |
|  | Diplodocus carnegii                                                         |
|  |                                                                             |
|  | Diplodocus hallorum                                                         |
|  |                                                                             |

|  | Diplodocus carnegii |
|  |                     |
|  | Diplodocus hallorum |
|  |                     |

|  | Galeamopus hayi   |
|  |                   |
|  | Galeamopus pabsti |
|  |                   |

|  | Barosaurus lentus                                                           |
|  |                                                                             |
|  | \| \| Diplodocus carnegii \| \| \| \| \| \| Diplodocus hallorum \| \| \| \| |
|  |                                                                             |
|  | Diplodocus carnegii                                                         |
|  |                                                                             |
|  | Diplodocus hallorum                                                         |
|  |                                                                             |

|  | Diplodocus carnegii |
|  |                     |
|  | Diplodocus hallorum |
|  |                     |

|  | Galeamopus hayi   |
|  |                   |
|  | Galeamopus pabsti |
|  |                   |

|  | Barosaurus lentus                                                           |
|  |                                                                             |
|  | \| \| Diplodocus carnegii \| \| \| \| \| \| Diplodocus hallorum \| \| \| \| |
|  |                                                                             |
|  | Diplodocus carnegii                                                         |
|  |                                                                             |
|  | Diplodocus hallorum                                                         |
|  |                                                                             |

|  | Diplodocus carnegii |
|  |                     |
|  | Diplodocus hallorum |
|  |                     |

|  | Galeamopus hayi   |
|  |                   |
|  | Galeamopus pabsti |
|  |                   |

|  | Barosaurus lentus                                                           |
|  |                                                                             |
|  | \| \| Diplodocus carnegii \| \| \| \| \| \| Diplodocus hallorum \| \| \| \| |
|  |                                                                             |
|  | Diplodocus carnegii                                                         |
|  |                                                                             |
|  | Diplodocus hallorum                                                         |
|  |                                                                             |

|  | Diplodocus carnegii |
|  |                     |
|  | Diplodocus hallorum |
|  |                     |

|  | Supersaurus lourinhanensis |
|  |                            |
|  | Supersaurus vivianae       |
|  |                            |

|  | Galeamopus hayi   |
|  |                   |
|  | Galeamopus pabsti |
|  |                   |

|  | Barosaurus lentus                                                           |
|  |                                                                             |
|  | \| \| Diplodocus carnegii \| \| \| \| \| \| Diplodocus hallorum \| \| \| \| |
|  |                                                                             |
|  | Diplodocus carnegii                                                         |
|  |                                                                             |
|  | Diplodocus hallorum                                                         |
|  |                                                                             |

|  | Diplodocus carnegii |
|  |                     |
|  | Diplodocus hallorum |
|  |                     |

|  | Galeamopus hayi   |
|  |                   |
|  | Galeamopus pabsti |
|  |                   |

|  | Barosaurus lentus                                                           |
|  |                                                                             |
|  | \| \| Diplodocus carnegii \| \| \| \| \| \| Diplodocus hallorum \| \| \| \| |
|  |                                                                             |
|  | Diplodocus carnegii                                                         |
|  |                                                                             |
|  | Diplodocus hallorum                                                         |
|  |                                                                             |

|  | Diplodocus carnegii |
|  |                     |
|  | Diplodocus hallorum |
|  |                     |

|  | Galeamopus hayi   |
|  |                   |
|  | Galeamopus pabsti |
|  |                   |

|  | Barosaurus lentus                                                           |
|  |                                                                             |
|  | \| \| Diplodocus carnegii \| \| \| \| \| \| Diplodocus hallorum \| \| \| \| |
|  |                                                                             |
|  | Diplodocus carnegii                                                         |
|  |                                                                             |
|  | Diplodocus hallorum                                                         |
|  |                                                                             |

|  | Diplodocus carnegii |
|  |                     |
|  | Diplodocus hallorum |
|  |                     |

|  | Galeamopus hayi   |
|  |                   |
|  | Galeamopus pabsti |
|  |                   |

|  | Barosaurus lentus                                                           |
|  |                                                                             |
|  | \| \| Diplodocus carnegii \| \| \| \| \| \| Diplodocus hallorum \| \| \| \| |
|  |                                                                             |
|  | Diplodocus carnegii                                                         |
|  |                                                                             |
|  | Diplodocus hallorum                                                         |
|  |                                                                             |

|  | Diplodocus carnegii |
|  |                     |
|  | Diplodocus hallorum |
|  |                     |

|  | Supersaurus lourinhanensis |
|  |                            |
|  | Supersaurus vivianae       |
|  |                            |

|  | Galeamopus hayi   |
|  |                   |
|  | Galeamopus pabsti |
|  |                   |

|  | Barosaurus lentus                                                           |
|  |                                                                             |
|  | \| \| Diplodocus carnegii \| \| \| \| \| \| Diplodocus hallorum \| \| \| \| |
|  |                                                                             |
|  | Diplodocus carnegii                                                         |
|  |                                                                             |
|  | Diplodocus hallorum                                                         |
|  |                                                                             |

|  | Diplodocus carnegii |
|  |                     |
|  | Diplodocus hallorum |
|  |                     |

|  | Galeamopus hayi   |
|  |                   |
|  | Galeamopus pabsti |
|  |                   |

|  | Barosaurus lentus                                                           |
|  |                                                                             |
|  | \| \| Diplodocus carnegii \| \| \| \| \| \| Diplodocus hallorum \| \| \| \| |
|  |                                                                             |
|  | Diplodocus carnegii                                                         |
|  |                                                                             |
|  | Diplodocus hallorum                                                         |
|  |                                                                             |

|  | Diplodocus carnegii |
|  |                     |
|  | Diplodocus hallorum |
|  |                     |

|  | Galeamopus hayi   |
|  |                   |
|  | Galeamopus pabsti |
|  |                   |

|  | Barosaurus lentus                                                           |
|  |                                                                             |
|  | \| \| Diplodocus carnegii \| \| \| \| \| \| Diplodocus hallorum \| \| \| \| |
|  |                                                                             |
|  | Diplodocus carnegii                                                         |
|  |                                                                             |
|  | Diplodocus hallorum                                                         |
|  |                                                                             |

|  | Diplodocus carnegii |
|  |                     |
|  | Diplodocus hallorum |
|  |                     |

|  | Galeamopus hayi   |
|  |                   |
|  | Galeamopus pabsti |
|  |                   |

|  | Barosaurus lentus                                                           |
|  |                                                                             |
|  | \| \| Diplodocus carnegii \| \| \| \| \| \| Diplodocus hallorum \| \| \| \| |
|  |                                                                             |
|  | Diplodocus carnegii                                                         |
|  |                                                                             |
|  | Diplodocus hallorum                                                         |
|  |                                                                             |

|  | Diplodocus carnegii |
|  |                     |
|  | Diplodocus hallorum |
|  |                     |

|  | Supersaurus lourinhanensis |
|  |                            |
|  | Supersaurus vivianae       |
|  |                            |

|  | Galeamopus hayi   |
|  |                   |
|  | Galeamopus pabsti |
|  |                   |

|  | Barosaurus lentus                                                           |
|  |                                                                             |
|  | \| \| Diplodocus carnegii \| \| \| \| \| \| Diplodocus hallorum \| \| \| \| |
|  |                                                                             |
|  | Diplodocus carnegii                                                         |
|  |                                                                             |
|  | Diplodocus hallorum                                                         |
|  |                                                                             |

|  | Diplodocus carnegii |
|  |                     |
|  | Diplodocus hallorum |
|  |                     |

|  | Galeamopus hayi   |
|  |                   |
|  | Galeamopus pabsti |
|  |                   |

|  | Barosaurus lentus                                                           |
|  |                                                                             |
|  | \| \| Diplodocus carnegii \| \| \| \| \| \| Diplodocus hallorum \| \| \| \| |
|  |                                                                             |
|  | Diplodocus carnegii                                                         |
|  |                                                                             |
|  | Diplodocus hallorum                                                         |
|  |                                                                             |

|  | Diplodocus carnegii |
|  |                     |
|  | Diplodocus hallorum |
|  |                     |

|  | Galeamopus hayi   |
|  |                   |
|  | Galeamopus pabsti |
|  |                   |

|  | Barosaurus lentus                                                           |
|  |                                                                             |
|  | \| \| Diplodocus carnegii \| \| \| \| \| \| Diplodocus hallorum \| \| \| \| |
|  |                                                                             |
|  | Diplodocus carnegii                                                         |
|  |                                                                             |
|  | Diplodocus hallorum                                                         |
|  |                                                                             |

|  | Diplodocus carnegii |
|  |                     |
|  | Diplodocus hallorum |
|  |                     |

|  | Galeamopus hayi   |
|  |                   |
|  | Galeamopus pabsti |
|  |                   |

|  | Barosaurus lentus                                                           |
|  |                                                                             |
|  | \| \| Diplodocus carnegii \| \| \| \| \| \| Diplodocus hallorum \| \| \| \| |
|  |                                                                             |
|  | Diplodocus carnegii                                                         |
|  |                                                                             |
|  | Diplodocus hallorum                                                         |
|  |                                                                             |

|  | Diplodocus carnegii |
|  |                     |
|  | Diplodocus hallorum |
|  |                     |

|  | Supersaurus lourinhanensis |
|  |                            |
|  | Supersaurus vivianae       |
|  |                            |

|  | Galeamopus hayi   |
|  |                   |
|  | Galeamopus pabsti |
|  |                   |

|  | Barosaurus lentus                                                           |
|  |                                                                             |
|  | \| \| Diplodocus carnegii \| \| \| \| \| \| Diplodocus hallorum \| \| \| \| |
|  |                                                                             |
|  | Diplodocus carnegii                                                         |
|  |                                                                             |
|  | Diplodocus hallorum                                                         |
|  |                                                                             |

|  | Diplodocus carnegii |
|  |                     |
|  | Diplodocus hallorum |
|  |                     |

|  | Galeamopus hayi   |
|  |                   |
|  | Galeamopus pabsti |
|  |                   |

|  | Barosaurus lentus                                                           |
|  |                                                                             |
|  | \| \| Diplodocus carnegii \| \| \| \| \| \| Diplodocus hallorum \| \| \| \| |
|  |                                                                             |
|  | Diplodocus carnegii                                                         |
|  |                                                                             |
|  | Diplodocus hallorum                                                         |
|  |                                                                             |

|  | Diplodocus carnegii |
|  |                     |
|  | Diplodocus hallorum |
|  |                     |

|  | Galeamopus hayi   |
|  |                   |
|  | Galeamopus pabsti |
|  |                   |

|  | Barosaurus lentus                                                           |
|  |                                                                             |
|  | \| \| Diplodocus carnegii \| \| \| \| \| \| Diplodocus hallorum \| \| \| \| |
|  |                                                                             |
|  | Diplodocus carnegii                                                         |
|  |                                                                             |
|  | Diplodocus hallorum                                                         |
|  |                                                                             |

|  | Diplodocus carnegii |
|  |                     |
|  | Diplodocus hallorum |
|  |                     |

|  | Galeamopus hayi   |
|  |                   |
|  | Galeamopus pabsti |
|  |                   |

|  | Barosaurus lentus                                                           |
|  |                                                                             |
|  | \| \| Diplodocus carnegii \| \| \| \| \| \| Diplodocus hallorum \| \| \| \| |
|  |                                                                             |
|  | Diplodocus carnegii                                                         |
|  |                                                                             |
|  | Diplodocus hallorum                                                         |
|  |                                                                             |

|  | Diplodocus carnegii |
|  |                     |
|  | Diplodocus hallorum |
|  |                     |

|  | Apatosaurus ajax    |
|  |                     |
|  | Apatosaurus louisae |
|  |                     |

|  | Amphicoelias altus                                                             |
|  |                                                                                |
|  | \| \| Brontosaurus yahnahpin \| \| \| \| \| \| Brontosaurus parvus \| \| \| \| |
|  |                                                                                |
|  | Brontosaurus yahnahpin                                                         |
|  |                                                                                |
|  | Brontosaurus parvus                                                            |
|  |                                                                                |

|  | Brontosaurus yahnahpin |
|  |                        |
|  | Brontosaurus parvus    |
|  |                        |

|  | Amphicoelias altus                                                             |
|  |                                                                                |
|  | \| \| Brontosaurus yahnahpin \| \| \| \| \| \| Brontosaurus parvus \| \| \| \| |
|  |                                                                                |
|  | Brontosaurus yahnahpin                                                         |
|  |                                                                                |
|  | Brontosaurus parvus                                                            |
|  |                                                                                |

|  | Brontosaurus yahnahpin |
|  |                        |
|  | Brontosaurus parvus    |
|  |                        |

|  | Apatosaurus ajax    |
|  |                     |
|  | Apatosaurus louisae |
|  |                     |

|  | Amphicoelias altus                                                             |
|  |                                                                                |
|  | \| \| Brontosaurus yahnahpin \| \| \| \| \| \| Brontosaurus parvus \| \| \| \| |
|  |                                                                                |
|  | Brontosaurus yahnahpin                                                         |
|  |                                                                                |
|  | Brontosaurus parvus                                                            |
|  |                                                                                |

|  | Brontosaurus yahnahpin |
|  |                        |
|  | Brontosaurus parvus    |
|  |                        |

|  | Amphicoelias altus                                                             |
|  |                                                                                |
|  | \| \| Brontosaurus yahnahpin \| \| \| \| \| \| Brontosaurus parvus \| \| \| \| |
|  |                                                                                |
|  | Brontosaurus yahnahpin                                                         |
|  |                                                                                |
|  | Brontosaurus parvus                                                            |
|  |                                                                                |

|  | Brontosaurus yahnahpin |
|  |                        |
|  | Brontosaurus parvus    |
|  |                        |

|  | Supersaurus lourinhanensis |
|  |                            |
|  | Supersaurus vivianae       |
|  |                            |

|  | Galeamopus hayi   |
|  |                   |
|  | Galeamopus pabsti |
|  |                   |

|  | Barosaurus lentus                                                           |
|  |                                                                             |
|  | \| \| Diplodocus carnegii \| \| \| \| \| \| Diplodocus hallorum \| \| \| \| |
|  |                                                                             |
|  | Diplodocus carnegii                                                         |
|  |                                                                             |
|  | Diplodocus hallorum                                                         |
|  |                                                                             |

|  | Diplodocus carnegii |
|  |                     |
|  | Diplodocus hallorum |
|  |                     |

|  | Galeamopus hayi   |
|  |                   |
|  | Galeamopus pabsti |
|  |                   |

|  | Barosaurus lentus                                                           |
|  |                                                                             |
|  | \| \| Diplodocus carnegii \| \| \| \| \| \| Diplodocus hallorum \| \| \| \| |
|  |                                                                             |
|  | Diplodocus carnegii                                                         |
|  |                                                                             |
|  | Diplodocus hallorum                                                         |
|  |                                                                             |

|  | Diplodocus carnegii |
|  |                     |
|  | Diplodocus hallorum |
|  |                     |

|  | Galeamopus hayi   |
|  |                   |
|  | Galeamopus pabsti |
|  |                   |

|  | Barosaurus lentus                                                           |
|  |                                                                             |
|  | \| \| Diplodocus carnegii \| \| \| \| \| \| Diplodocus hallorum \| \| \| \| |
|  |                                                                             |
|  | Diplodocus carnegii                                                         |
|  |                                                                             |
|  | Diplodocus hallorum                                                         |
|  |                                                                             |

|  | Diplodocus carnegii |
|  |                     |
|  | Diplodocus hallorum |
|  |                     |

|  | Galeamopus hayi   |
|  |                   |
|  | Galeamopus pabsti |
|  |                   |

|  | Barosaurus lentus                                                           |
|  |                                                                             |
|  | \| \| Diplodocus carnegii \| \| \| \| \| \| Diplodocus hallorum \| \| \| \| |
|  |                                                                             |
|  | Diplodocus carnegii                                                         |
|  |                                                                             |
|  | Diplodocus hallorum                                                         |
|  |                                                                             |

|  | Diplodocus carnegii |
|  |                     |
|  | Diplodocus hallorum |
|  |                     |

|  | Supersaurus lourinhanensis |
|  |                            |
|  | Supersaurus vivianae       |
|  |                            |

|  | Galeamopus hayi   |
|  |                   |
|  | Galeamopus pabsti |
|  |                   |

|  | Barosaurus lentus                                                           |
|  |                                                                             |
|  | \| \| Diplodocus carnegii \| \| \| \| \| \| Diplodocus hallorum \| \| \| \| |
|  |                                                                             |
|  | Diplodocus carnegii                                                         |
|  |                                                                             |
|  | Diplodocus hallorum                                                         |
|  |                                                                             |

|  | Diplodocus carnegii |
|  |                     |
|  | Diplodocus hallorum |
|  |                     |

|  | Galeamopus hayi   |
|  |                   |
|  | Galeamopus pabsti |
|  |                   |

|  | Barosaurus lentus                                                           |
|  |                                                                             |
|  | \| \| Diplodocus carnegii \| \| \| \| \| \| Diplodocus hallorum \| \| \| \| |
|  |                                                                             |
|  | Diplodocus carnegii                                                         |
|  |                                                                             |
|  | Diplodocus hallorum                                                         |
|  |                                                                             |

|  | Diplodocus carnegii |
|  |                     |
|  | Diplodocus hallorum |
|  |                     |

|  | Galeamopus hayi   |
|  |                   |
|  | Galeamopus pabsti |
|  |                   |

|  | Barosaurus lentus                                                           |
|  |                                                                             |
|  | \| \| Diplodocus carnegii \| \| \| \| \| \| Diplodocus hallorum \| \| \| \| |
|  |                                                                             |
|  | Diplodocus carnegii                                                         |
|  |                                                                             |
|  | Diplodocus hallorum                                                         |
|  |                                                                             |

|  | Diplodocus carnegii |
|  |                     |
|  | Diplodocus hallorum |
|  |                     |

|  | Galeamopus hayi   |
|  |                   |
|  | Galeamopus pabsti |
|  |                   |

|  | Barosaurus lentus                                                           |
|  |                                                                             |
|  | \| \| Diplodocus carnegii \| \| \| \| \| \| Diplodocus hallorum \| \| \| \| |
|  |                                                                             |
|  | Diplodocus carnegii                                                         |
|  |                                                                             |
|  | Diplodocus hallorum                                                         |
|  |                                                                             |

|  | Diplodocus carnegii |
|  |                     |
|  | Diplodocus hallorum |
|  |                     |

|  | Supersaurus lourinhanensis |
|  |                            |
|  | Supersaurus vivianae       |
|  |                            |

|  | Galeamopus hayi   |
|  |                   |
|  | Galeamopus pabsti |
|  |                   |

|  | Barosaurus lentus                                                           |
|  |                                                                             |
|  | \| \| Diplodocus carnegii \| \| \| \| \| \| Diplodocus hallorum \| \| \| \| |
|  |                                                                             |
|  | Diplodocus carnegii                                                         |
|  |                                                                             |
|  | Diplodocus hallorum                                                         |
|  |                                                                             |

|  | Diplodocus carnegii |
|  |                     |
|  | Diplodocus hallorum |
|  |                     |

|  | Galeamopus hayi   |
|  |                   |
|  | Galeamopus pabsti |
|  |                   |

|  | Barosaurus lentus                                                           |
|  |                                                                             |
|  | \| \| Diplodocus carnegii \| \| \| \| \| \| Diplodocus hallorum \| \| \| \| |
|  |                                                                             |
|  | Diplodocus carnegii                                                         |
|  |                                                                             |
|  | Diplodocus hallorum                                                         |
|  |                                                                             |

|  | Diplodocus carnegii |
|  |                     |
|  | Diplodocus hallorum |
|  |                     |

|  | Galeamopus hayi   |
|  |                   |
|  | Galeamopus pabsti |
|  |                   |

|  | Barosaurus lentus                                                           |
|  |                                                                             |
|  | \| \| Diplodocus carnegii \| \| \| \| \| \| Diplodocus hallorum \| \| \| \| |
|  |                                                                             |
|  | Diplodocus carnegii                                                         |
|  |                                                                             |
|  | Diplodocus hallorum                                                         |
|  |                                                                             |

|  | Diplodocus carnegii |
|  |                     |
|  | Diplodocus hallorum |
|  |                     |

|  | Galeamopus hayi   |
|  |                   |
|  | Galeamopus pabsti |
|  |                   |

|  | Barosaurus lentus                                                           |
|  |                                                                             |
|  | \| \| Diplodocus carnegii \| \| \| \| \| \| Diplodocus hallorum \| \| \| \| |
|  |                                                                             |
|  | Diplodocus carnegii                                                         |
|  |                                                                             |
|  | Diplodocus hallorum                                                         |
|  |                                                                             |

|  | Diplodocus carnegii |
|  |                     |
|  | Diplodocus hallorum |
|  |                     |

|  | Supersaurus lourinhanensis |
|  |                            |
|  | Supersaurus vivianae       |
|  |                            |

|  | Galeamopus hayi   |
|  |                   |
|  | Galeamopus pabsti |
|  |                   |

|  | Barosaurus lentus                                                           |
|  |                                                                             |
|  | \| \| Diplodocus carnegii \| \| \| \| \| \| Diplodocus hallorum \| \| \| \| |
|  |                                                                             |
|  | Diplodocus carnegii                                                         |
|  |                                                                             |
|  | Diplodocus hallorum                                                         |
|  |                                                                             |

|  | Diplodocus carnegii |
|  |                     |
|  | Diplodocus hallorum |
|  |                     |

|  | Galeamopus hayi   |
|  |                   |
|  | Galeamopus pabsti |
|  |                   |

|  | Barosaurus lentus                                                           |
|  |                                                                             |
|  | \| \| Diplodocus carnegii \| \| \| \| \| \| Diplodocus hallorum \| \| \| \| |
|  |                                                                             |
|  | Diplodocus carnegii                                                         |
|  |                                                                             |
|  | Diplodocus hallorum                                                         |
|  |                                                                             |

|  | Diplodocus carnegii |
|  |                     |
|  | Diplodocus hallorum |
|  |                     |

|  | Galeamopus hayi   |
|  |                   |
|  | Galeamopus pabsti |
|  |                   |

|  | Barosaurus lentus                                                           |
|  |                                                                             |
|  | \| \| Diplodocus carnegii \| \| \| \| \| \| Diplodocus hallorum \| \| \| \| |
|  |                                                                             |
|  | Diplodocus carnegii                                                         |
|  |                                                                             |
|  | Diplodocus hallorum                                                         |
|  |                                                                             |

|  | Diplodocus carnegii |
|  |                     |
|  | Diplodocus hallorum |
|  |                     |

|  | Galeamopus hayi   |
|  |                   |
|  | Galeamopus pabsti |
|  |                   |

|  | Barosaurus lentus                                                           |
|  |                                                                             |
|  | \| \| Diplodocus carnegii \| \| \| \| \| \| Diplodocus hallorum \| \| \| \| |
|  |                                                                             |
|  | Diplodocus carnegii                                                         |
|  |                                                                             |
|  | Diplodocus hallorum                                                         |
|  |                                                                             |

|  | Diplodocus carnegii |
|  |                     |
|  | Diplodocus hallorum |
|  |                     |

|  | Supersaurus lourinhanensis |
|  |                            |
|  | Supersaurus vivianae       |
|  |                            |

|  | Galeamopus hayi   |
|  |                   |
|  | Galeamopus pabsti |
|  |                   |

|  | Barosaurus lentus                                                           |
|  |                                                                             |
|  | \| \| Diplodocus carnegii \| \| \| \| \| \| Diplodocus hallorum \| \| \| \| |
|  |                                                                             |
|  | Diplodocus carnegii                                                         |
|  |                                                                             |
|  | Diplodocus hallorum                                                         |
|  |                                                                             |

|  | Diplodocus carnegii |
|  |                     |
|  | Diplodocus hallorum |
|  |                     |

|  | Galeamopus hayi   |
|  |                   |
|  | Galeamopus pabsti |
|  |                   |

|  | Barosaurus lentus                                                           |
|  |                                                                             |
|  | \| \| Diplodocus carnegii \| \| \| \| \| \| Diplodocus hallorum \| \| \| \| |
|  |                                                                             |
|  | Diplodocus carnegii                                                         |
|  |                                                                             |
|  | Diplodocus hallorum                                                         |
|  |                                                                             |

|  | Diplodocus carnegii |
|  |                     |
|  | Diplodocus hallorum |
|  |                     |

|  | Galeamopus hayi   |
|  |                   |
|  | Galeamopus pabsti |
|  |                   |

|  | Barosaurus lentus                                                           |
|  |                                                                             |
|  | \| \| Diplodocus carnegii \| \| \| \| \| \| Diplodocus hallorum \| \| \| \| |
|  |                                                                             |
|  | Diplodocus carnegii                                                         |
|  |                                                                             |
|  | Diplodocus hallorum                                                         |
|  |                                                                             |

|  | Diplodocus carnegii |
|  |                     |
|  | Diplodocus hallorum |
|  |                     |

|  | Galeamopus hayi   |
|  |                   |
|  | Galeamopus pabsti |
|  |                   |

|  | Barosaurus lentus                                                           |
|  |                                                                             |
|  | \| \| Diplodocus carnegii \| \| \| \| \| \| Diplodocus hallorum \| \| \| \| |
|  |                                                                             |
|  | Diplodocus carnegii                                                         |
|  |                                                                             |
|  | Diplodocus hallorum                                                         |
|  |                                                                             |

|  | Diplodocus carnegii |
|  |                     |
|  | Diplodocus hallorum |
|  |                     |

|  | Supersaurus lourinhanensis |
|  |                            |
|  | Supersaurus vivianae       |
|  |                            |

|  | Galeamopus hayi   |
|  |                   |
|  | Galeamopus pabsti |
|  |                   |

|  | Barosaurus lentus                                                           |
|  |                                                                             |
|  | \| \| Diplodocus carnegii \| \| \| \| \| \| Diplodocus hallorum \| \| \| \| |
|  |                                                                             |
|  | Diplodocus carnegii                                                         |
|  |                                                                             |
|  | Diplodocus hallorum                                                         |
|  |                                                                             |

|  | Diplodocus carnegii |
|  |                     |
|  | Diplodocus hallorum |
|  |                     |

|  | Galeamopus hayi   |
|  |                   |
|  | Galeamopus pabsti |
|  |                   |

|  | Barosaurus lentus                                                           |
|  |                                                                             |
|  | \| \| Diplodocus carnegii \| \| \| \| \| \| Diplodocus hallorum \| \| \| \| |
|  |                                                                             |
|  | Diplodocus carnegii                                                         |
|  |                                                                             |
|  | Diplodocus hallorum                                                         |
|  |                                                                             |

|  | Diplodocus carnegii |
|  |                     |
|  | Diplodocus hallorum |
|  |                     |

|  | Galeamopus hayi   |
|  |                   |
|  | Galeamopus pabsti |
|  |                   |

|  | Barosaurus lentus                                                           |
|  |                                                                             |
|  | \| \| Diplodocus carnegii \| \| \| \| \| \| Diplodocus hallorum \| \| \| \| |
|  |                                                                             |
|  | Diplodocus carnegii                                                         |
|  |                                                                             |
|  | Diplodocus hallorum                                                         |
|  |                                                                             |

|  | Diplodocus carnegii |
|  |                     |
|  | Diplodocus hallorum |
|  |                     |

|  | Galeamopus hayi   |
|  |                   |
|  | Galeamopus pabsti |
|  |                   |

|  | Barosaurus lentus                                                           |
|  |                                                                             |
|  | \| \| Diplodocus carnegii \| \| \| \| \| \| Diplodocus hallorum \| \| \| \| |
|  |                                                                             |
|  | Diplodocus carnegii                                                         |
|  |                                                                             |
|  | Diplodocus hallorum                                                         |
|  |                                                                             |

|  | Diplodocus carnegii |
|  |                     |
|  | Diplodocus hallorum |
|  |                     |

|  | Supersaurus lourinhanensis |
|  |                            |
|  | Supersaurus vivianae       |
|  |                            |

|  | Galeamopus hayi   |
|  |                   |
|  | Galeamopus pabsti |
|  |                   |

|  | Barosaurus lentus                                                           |
|  |                                                                             |
|  | \| \| Diplodocus carnegii \| \| \| \| \| \| Diplodocus hallorum \| \| \| \| |
|  |                                                                             |
|  | Diplodocus carnegii                                                         |
|  |                                                                             |
|  | Diplodocus hallorum                                                         |
|  |                                                                             |

|  | Diplodocus carnegii |
|  |                     |
|  | Diplodocus hallorum |
|  |                     |

|  | Galeamopus hayi   |
|  |                   |
|  | Galeamopus pabsti |
|  |                   |

|  | Barosaurus lentus                                                           |
|  |                                                                             |
|  | \| \| Diplodocus carnegii \| \| \| \| \| \| Diplodocus hallorum \| \| \| \| |
|  |                                                                             |
|  | Diplodocus carnegii                                                         |
|  |                                                                             |
|  | Diplodocus hallorum                                                         |
|  |                                                                             |

|  | Diplodocus carnegii |
|  |                     |
|  | Diplodocus hallorum |
|  |                     |

|  | Galeamopus hayi   |
|  |                   |
|  | Galeamopus pabsti |
|  |                   |

|  | Barosaurus lentus                                                           |
|  |                                                                             |
|  | \| \| Diplodocus carnegii \| \| \| \| \| \| Diplodocus hallorum \| \| \| \| |
|  |                                                                             |
|  | Diplodocus carnegii                                                         |
|  |                                                                             |
|  | Diplodocus hallorum                                                         |
|  |                                                                             |

|  | Diplodocus carnegii |
|  |                     |
|  | Diplodocus hallorum |
|  |                     |

|  | Galeamopus hayi   |
|  |                   |
|  | Galeamopus pabsti |
|  |                   |

|  | Barosaurus lentus                                                           |
|  |                                                                             |
|  | \| \| Diplodocus carnegii \| \| \| \| \| \| Diplodocus hallorum \| \| \| \| |
|  |                                                                             |
|  | Diplodocus carnegii                                                         |
|  |                                                                             |
|  | Diplodocus hallorum                                                         |
|  |                                                                             |

|  | Diplodocus carnegii |
|  |                     |
|  | Diplodocus hallorum |
|  |                     |

|  | Supersaurus lourinhanensis |
|  |                            |
|  | Supersaurus vivianae       |
|  |                            |

|  | Galeamopus hayi   |
|  |                   |
|  | Galeamopus pabsti |
|  |                   |

|  | Barosaurus lentus                                                           |
|  |                                                                             |
|  | \| \| Diplodocus carnegii \| \| \| \| \| \| Diplodocus hallorum \| \| \| \| |
|  |                                                                             |
|  | Diplodocus carnegii                                                         |
|  |                                                                             |
|  | Diplodocus hallorum                                                         |
|  |                                                                             |

|  | Diplodocus carnegii |
|  |                     |
|  | Diplodocus hallorum |
|  |                     |

|  | Galeamopus hayi   |
|  |                   |
|  | Galeamopus pabsti |
|  |                   |

|  | Barosaurus lentus                                                           |
|  |                                                                             |
|  | \| \| Diplodocus carnegii \| \| \| \| \| \| Diplodocus hallorum \| \| \| \| |
|  |                                                                             |
|  | Diplodocus carnegii                                                         |
|  |                                                                             |
|  | Diplodocus hallorum                                                         |
|  |                                                                             |

|  | Diplodocus carnegii |
|  |                     |
|  | Diplodocus hallorum |
|  |                     |

|  | Galeamopus hayi   |
|  |                   |
|  | Galeamopus pabsti |
|  |                   |

|  | Barosaurus lentus                                                           |
|  |                                                                             |
|  | \| \| Diplodocus carnegii \| \| \| \| \| \| Diplodocus hallorum \| \| \| \| |
|  |                                                                             |
|  | Diplodocus carnegii                                                         |
|  |                                                                             |
|  | Diplodocus hallorum                                                         |
|  |                                                                             |

|  | Diplodocus carnegii |
|  |                     |
|  | Diplodocus hallorum |
|  |                     |

|  | Galeamopus hayi   |
|  |                   |
|  | Galeamopus pabsti |
|  |                   |

|  | Barosaurus lentus                                                           |
|  |                                                                             |
|  | \| \| Diplodocus carnegii \| \| \| \| \| \| Diplodocus hallorum \| \| \| \| |
|  |                                                                             |
|  | Diplodocus carnegii                                                         |
|  |                                                                             |
|  | Diplodocus hallorum                                                         |
|  |                                                                             |

|  | Diplodocus carnegii |
|  |                     |
|  | Diplodocus hallorum |
|  |                     |

## Paleobiología

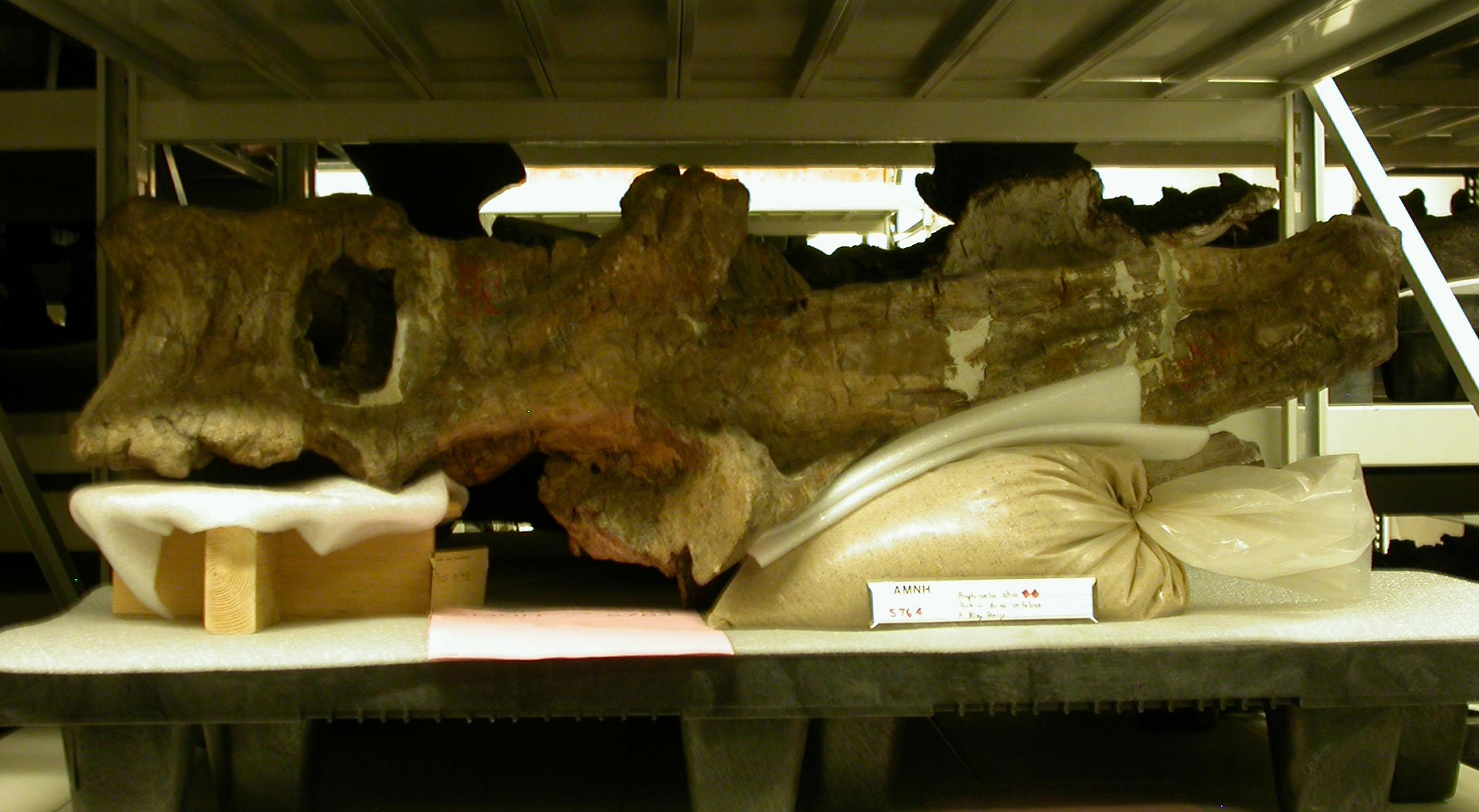
Vértebras de A. altus. Museo Americano de Historia Natural.

En su nueva evaluación de 2006, Carpenter examinó la paleobiología de los saurópodos gigantes, incluyendo al Amphicoelias, y trató la cuestión de por qué este grupo logró un tamaño tan enorme. Precisó que los tamaños gigantescos fueron alcanzados temprano en la evolución de los saurópodos, con tamaños muy grandes tan temprano como en el último período del Triásico, y concluyó que cualquier presión evolutiva que causó este gran tamaño estaba presente en los orígenes tempranos del grupo. Carpenter cita varios estudios de mamíferos herbívoros gigantes, tales como el elefante y el rinoceronte, donde se demostró que un tamaño más grande en animales herbívoros conduce a mayor eficacia en la digestión del alimento. Puesto que los animales más grandes tienen sistemas digestivos más largos, el alimento se mantiene en el proceso digestivo por períodos de tiempo perceptiblemente más largos, permitiendo que los animales grandes sobrevivan con fuentes de baja calidad alimenticia. Esto es especialmente verdad en animales con una gran cantidad de compartimientos de fermentación a lo largo del intestino que permitan que los microbios proliferen y que fermenten el material más duro, participando en la digestión. A través de su historia evolutiva, los dinosaurios saurópodos fueron encontrados sobre todo en ambientes semiáridos, estacionales secos y con lluvia estacional, con una correspondiente disminución en la calidad del alimento durante la estación seca. El ambiente del amficoelias era esencialmente una sabana, similar a los ambientes áridos en los cuales se encuentran los herbívoros gigantes modernos, apoyando la idea que el alimento de mala calidad en un ambiente árido promueve la evolución de herbívoros gigantes. Carpenter sugirió que otras ventajas del tamaño grande, tales como la inmunidad relativa a los depredadores, gastos energéticos más bajos y una vida más larga son probablemente ventajas secundarias.
Decíamos que el ambiente de la formación de Morrison en el cual Amphicoelias vivió se habría parecido a una sabana moderna, aunque, puesto que la hierba no apareció hasta el final del Cretáceo, los helechos eran probablemente las plantas dominantes y las fuentes principales del alimento para el amficoelias. Sin embargo, Engelmann et al. mencionan que los helechos no fueron la fuente de alimento para los saurópodos debido a su contenido calórico relativamente bajo. Carpenter propone que el sistema digestivo de los saurópodos se adaptó para manejar el alimento de baja calidad, permitiendo la digestión de helechos como gran parte de su dieta. Carpenter también observó que la presencia ocasional de grandes troncos fósiles indica la presencia de árboles de 20-30 m de alto, lo que parecería estar en conflicto con la comparación del ambiente con la sabana actual. Sin embargo, los árboles son raros, y puesto que los altos requieren más agua de la que el ambiente de la sabana podría proporcionar, estos existieron probablemente en bosques de galería a lo largo de los ríos y en los sitios en donde el agua se podía acumular. Carpenter especuló que los herbívoros gigantes como el amficoelias pudieron haber utilizado la cortina de los bosques para permanecer frescos durante el día, y haber hecho la mayor parte de su alimentación en la sabana abierta por la noche.

## Cultura popular
Esta especie se presentó como Amphicoelias Fragillimus (Amphicilius Fragillimus) en la segunda temporada del programa Paleoworld en 1995, documental realizado por Discovery Channel.